# Собаче щастя
«Собаче щастя» («Собачье счастье») — радянський художній фільм 1991 року, знятий режисерами Олександром Згуріді і Наною Клдіашвілі на студіях «Центрнаукфільм» і «Орбіта».

## Сюжет
Пудель на прізвисько Малюк уплутався за своїм маленьким господарем до школи, але там був видворений на шкільний двір і загубився. Андрій та його батьки шукали Малого по всьому місту, але той як у воду канув.

## У ролях
- Діма Мосолов — Андрійко
- Надія Бутирцева — Надія Петрівна, мама Андрійка
- Олександр Овчинников — Костянтин, батько Андрійка
- Микола Єрмаков — дресирувальник
- Олег Вавілов — Іван Миколайович, лікар
- Світлана Коркошко — Ніна Олександрівна, вчителька
- Михайло Зимін — директор школи
- Геннадій Кочкожаров — лікар
- Юрій Саранцев — Миколайович, прибиральник
- Марія Скворцова — прибиральниця
- В. Рум'янцева — епізод
- Олександр Сажин — двірник
- Поліна Темеріна — Поліна
- Гриша Казначєєв — епізод
- Сергій Новосьолов — епізод
- П. Богачук — епізод
- Д. Гайнулін — епізод
- Л. Кічкін — епізод
- Л. Алексєєв — епізод

## Знімальна група
- Режисери — Олександр Згуріді, Нана Клдіашвілі
- Сценаристи — Олександр Згуріді, Нана Клдіашвілі
- Оператор — Олександр Павлов
- Композитор — Андрій Петров
- Художник — Лев Грудєв